# 彼得·藍馬治
彼得·藍馬治（英語：Peter Ramage，1983年11月22日—）是一名已退役英格蘭職業足球員，擔任後衛，出身。

## 足球事業
藍馬治出身於紐卡素足球會的青訓系統，在2005年3月16日首次代表紐卡素一隊上陣，當時是歐洲足協盃對奧林比亞高斯的賽事。2005/06年賽季，本來右後衛首選卡爾（Stephen Carr）經常受傷，藍馬治因而受益，成為紐卡素的主要球員，共上陣29場。並且獲得蘇格蘭足球代表隊的主教練禾達·史密夫的注意，希望召他入隊。
2007/08年賽季藍馬治只上陣兩場，除了因為受傷外，亦因為新任主教練艾拿戴斯購入新球員而失去位置。其後取代艾拿戴斯的奇雲·基瑾亦很少為藍馬治給予機會。賽季末段，藍馬治的合約快將完結，雖然奇雲·基瑾欲留下藍馬治，但他並不保證藍馬治的一隊上陣機會，結果藍馬治決定轉會至英冠的昆士柏流浪，簽訂三年合約。
2009/10年球季揭幕戰主場對黑池，藍馬治射入個人首個聯賽入球，為球隊扳平1-1。
2010/11年球季雖然昆士柏流浪取得聯賽冠軍，但藍馬治受膝傷困擾僅上陣4場，於2011年6月2日他獲昆士柏流浪續約一年，重返英超賽場。8月5日藍馬治獲外借到英冠球會水晶宮一個月，於上陣5場後獲延長借用至翌年1月15日，最終合共上陣23場才結束借用。返回昆士柏流浪後由於藍馬治未獲球會註冊入英超名單，在2012年2月29日再被借用到另一支英冠球隊伯明翰城直到球季結束。
2012年夏季藍馬治被昆士柏流浪棄用，於8月7日以自由身加盟英冠球會水晶宮，簽約一年。

## 外部連結
- 昆士柏流浪官網 藍馬治檔案 （页面存档备份，存于）
- 紐卡素官網 藍馬治檔案[]
- 足球数据库：藍馬治的球员统计数据
- BBC 藍馬治檔案 （页面存档备份，存于）
- BBC 藍馬治訪問 （页面存档备份，存于）